# Hierarchia kościelna
Hierarchia kościelna – uszeregowanie wedle zależności personalnej duchownych, a wedle niektórych kategoryzacji również świeckich. Obecnie często jest to jedynie zależność symboliczna, wynikająca z tradycji. W języku potocznym ogół wyższych duchownych w danym Kościele, zwanych hierarchami. W Kościele katolickim zwykle zalicza się papieża i kardynałów, poprzez arcybiskupów do biskupów.

## Hierarchia w Kościele katolickim
Duchownych i osoby konsekrowane w Kościele katolickim obowiązuje posłuszeństwo. 
Odróżnia się hierarchię duchowieństwa od funkcji i godności kościelnych. Jest to podział analogiczny jak w wojsku, gdzie od stopni wojskowych (szeregowy, kapral czy generał) odróżnia się funkcje (dowódca, artylerzysta, pilot) czy też stanowiska (szef sztabu, naczelny wódz). 
W Kościele katolickim hierarchia kościelna składa się z trzech stopni, wynikających z kolejnych święceń sakramentalnych. Na ich podstawie można wyróżnić trzy podstawowe stopnie hierarchii:
- biskup – po święceniach biskupich,
- prezbiter – po święceniach prezbiteratu,
- diakon – po święceniach diakonatu.

Do sprawowania większości funkcji konieczne jest posiadanie odpowiedniego stopnia hierarchii duchowieństwa, np. tylko biskup może być papieżem (jeżeli wybrany nie ma sakry biskupiej, to zostaje nim w momencie jej przyjęcia). Jednak istnieją wyjątki od tej reguły, np. dawniej, aby otrzymać godność kardynała, w ogóle nie trzeba było być duchownym, a otrzymywali ją np. niektórzy ministrowie (obecnie prawo kanoniczne wymaga co najmniej święceń prezbiteratu).
Godności honorowe (jedynie zależność symboliczna, dawniej najczęściej prawna; ich posiadacze obdarzeni są określonymi przywilejami), przykładowo:
- kardynał,
- prymas,
- arcybiskup,
- protonotariusz apostolski (infułat),
- prałat,
- archiprezbiter,
- kanonik,
- archidiakon.

Księża diecezjalni (czasem też zakonni) mogą być wyróżnieni przez papieża godnością prałata niższego stopnia (honorowaną w całym Kościele katolickim) – kapelana honorowego Jego Świątobliwości (prałata), a przez biskupa – godnością kanonika katedralnego lub kolegiackiego, gremialnego lub honorowego oraz przywilejem noszenia rokiety i mantoletu (kanonika).
Urzędy (stanowiska) kościelne (różne formy zależności prawnej), to na przykład:
- papież – najwyższy urząd w Kościele katolickim, przysługuje mu Prymat Piotrowy;
- sekretarz stanu Stolicy Apostolskiej;
- nuncjusz apostolski;
- biskup diecezjalny;
- prefekt Domu Papieskiego.

Do powyższej grupy można zaliczyć stanowiska kościelne, wynikające z podziału terytorialnego Kościoła (stojący wyżej w hierarchii posiadają prawne uprawnienia kontrolne, nadzorcze itp.), np.:
- metropolita – stoi na czele metropolii kościelnej;
- biskup diecezjalny (stoi na czele diecezji) / opat terytorialny / wikariusz apostolski / prefekt apostolski / prałat terytorialny;
  - biskup pomocniczy (wikariusz generalny lub biskupi) – pomaga biskupowi w diecezji;
- dziekan – zwierzchnik dekanatu;
- proboszcz – stoi na czele parafii;
  - wikariusz parafialny – zastępca i pomocnik proboszcza.

W Kościele władze: ustawodawcza, wykonawcza i sądownicza są skupione w rękach papieża, metropolitów i biskupów diecezjalnych. Najwyższą funkcją kościelną jest urząd papieża. Papieżowi podlegają (według sprawowanych urzędów) kolejno: arcybiskupi metropolici, biskupi diecezjalni wraz z ich wikariuszami generalnymi i biskupimi, dziekani, proboszczowie (oraz ewentualnie rektorzy kościołów) i wikariusze parafialni. Służąc Kościołowi powszechnemu, Ojciec Święty swobodnie dysponuje Kurią Rzymską. Ojca Świętego mogą reprezentować legaci (nawet będący kardynałami), np. nuncjusze apostolscy – z reguły będący arcybiskupami tytularnymi. Nuncjusze są równi ambasadorom nadzwyczajnym i pełnomocnym (z reguły są dziekanami Korpusu Dyplomatycznego), którym oddaje się tyle salw armatnich, co marszałkom. Odpowiednikiem premiera jest sekretarz stanu Stolicy Apostolskiej, natomiast pierwszeństwo wśród kardynałów ma dziekan kolegium kardynalskiego.
W wojsku hierarchia duchowieństwa jest złączona ze stopniami wojskowymi. Tak więc wikariusz ma stopień etatowy kapitana, starszy wikariusz – majora, proboszcz – podpułkownika lub pułkownika, dziekan – pułkownika, generalny dziekan – generała brygady, biskup polowy – generała dywizji, nuncjusz odpowiada stopniowi generała czterogwiazdkowego (nie należy jednak rozumieć, że np. każdy biskup jest odpowiednikiem generała dywizji).
Także zgromadzenia zakonne mają określoną strukturę organizacyjną, której wzór jest następujący: najwyższy przełożony wraz z jego radą, prowincjałowie wraz z ich radami, przełożeni i pozostali członkowie domów zakonnych. Chociaż każdy zakon ma swoją własną hierarchię, podczas procesji itp. po kapłanach diecezjalnych następują zakonnicy poszczególnych zakonów męskich, a po nich siostry poszczególnych zakonów żeńskich.
Każdy z duchownych w hierarchii charakteryzuje się materialnymi oznakami swojej pozycji. Oznaką godności papieża, kardynała i biskupa jest pierścień. Papież używa białej sutanny z takim samym pasem i piuską. Kardynał używa szkarłatnego pasa i piuski w tym samym kolorze. Fioletowa piuska jest noszona przez biskupa, prałata terytorialnego i opata terytorialnego. Można też się spotkać z czarną piuską jako oznaką kapłana i diakona – duchownych diecezjalnych. W Kościele prawosławnym biały kłobuk z krzyżykiem jest oznaką metropolity, czarny kłobuk z krzyżykiem – arcybiskupa, a czarny kłobuk bez krzyżyka – biskupa.
Inne fakty:
- W Kościele łacińskim istotne są urzędy i tytuły umocowane w Kodeksie Prawa Kanonicznego.
- Można nawet utracić stan duchowny, jednakże święcenia raz ważnie przyjęte nigdy nie tracą ważności.
- Kanon 185 stanowi: Temu, kto utracił urząd przez osiągnięcie wyznaczonego wieku albo przez przyjętą rezygnację, można przyznać tytuł emeryta.
- Zhierarchizowane w Kościele katolickim są także kościoły: bazyliki większe (w tym arcybazylika), bazyliki mniejsze, kościoły archikatedralne, kościoły katedralne, kolegiackie, parafialne i rektorskie.

### Precedencja w Kościele katolickim
Stopnie:

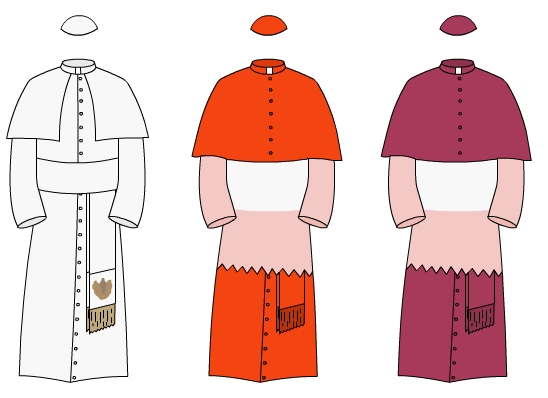
Schemat szat papieża, kardynała i biskupa.

- po święceniach diakonatu – diakon;
- po święceniach prezbiteratu – prezbiter;
- po święceniach biskupich – biskup.

Funkcje w parafii:
- wikariusz parafialny – duchowny po święceniach prezbiteratu wyznaczony przez ordynariusza do pomocy proboszczowi w zarządzaniu parafią;
- rezydent – duchowny po święceniach prezbiteratu pomagający w pracach duszpasterskich, ale nie włączający się w obowiązki wikariusza z różnych powodów (emeryci, studenci, urzędnicy kościelni i będący na urlopach zdrowotnych);
- proboszcz – duchowny po święceniach prezbiteratu zarządzający parafią.

Funkcje w dekanacie:
- dziekan – duchowny po święceniach prezbiteratu zarządzający dekanatem;
- wicedziekan – duchowny po święceniach prezbiteratu pomagający dziekanowi w zarządzaniu dekanatem.

Funkcje w misji sui iuris:
- superior – duchowny po święceniach prezbiteratu zarządzający misją sui iuris.

Funkcje w prefekturze apostolskiej:
- prefekt apostolski – duchowny co najmniej po święceniach prezbiteratu zarządzający w imieniu Papieża prefekturą apostolską.

Funkcje w wikariacie apostolskim:
- wikariusz apostolski – duchowny co najmniej po święceniach prezbiteratu zarządzający w imieniu biskupa diecezjalnego wikariatem apostolskim.

Funkcje w prałaturze terytorialnej:
- prałat terytorialny – duchowny co najmniej po święceniach prezbiteratu zarządzający prałaturą terytorialną.

Funkcje w diecezji:
- biskup (w diecezji) lub arcybiskup diecezjalny (w archidiecezji) – duchowny po święceniach biskupich zarządzający diecezją (biskup diecezjalny) lub archidiecezją (arcybiskup diecezjalny);
- wikariusz generalny – duchowny co najmniej po święceniach prezbiteratu wyznaczony przez biskupa diecezjalnego do pomocy w zarządzaniu całą diecezją jako jego pełnomocnik;
- wikariusz biskupi – duchowny sprawujący władzę wykonawczą w części diecezji lub w części spraw.

Funkcje w metropolii:
- metropolita – duchowny po święceniach biskupich będący zwierzchnikiem metropolii.

Urzędy w kurii:
- wikariusz sądowy (oficjał) – duchowny wykonujący sąd kościelny na poziomie diecezji;
- kanclerz – duchowny kierujący kancelarią biskupa;
- promotor sprawiedliwości – duchowny wykrywający i ścigający przestępstwa oraz wnoszący i popierający akt oskarżenia przed kurią, kościelny odpowiednik prokuratora;
- obrońca węzła małżeńskiego i święceń kapłańskich.

Urzędy w prezydium kapituły katedralnej:
- prepozyt – kanonik, przewodniczący kapitułą katedralną;
- dziekani z całej diecezji;
- archidiakon;
- scholastyk – kanonik sprawujący nadzór nad szkołami diecezjalnymi;
- kustosz – kanonik zarządzający majątkiem kapituły katedralnej;
- kanonik gremialny;
- kanonik-senior;
- kanonik honorowy.

Urzędy w konferencji episkopatu:
- prymas – arcybiskup.

Urzędy w nuncjaturze apostolskiej:
- nuncjusz apostolski – ambasador Stolicy Apostolskiej w danym kraju;
- delegat apostolski – legat papieski przy lokalnym Kościele.

Urzędy w Stolicy Apostolskiej:
- papież.

Tytuły honorowe:
- po święceniach diakonatu:
  - archidiakon;
  - protodiakon.
- po święceniach prezbiteratu:
  - prałat;
  - kanonik;
  - kardynał.
- po święceniach biskupich:
  - arcybiskup;
  - kardynał.

### Hierarchia zakonna
- przełożony generalny (generał);
- prowincjał;
- opat / archimandryta (w Kościołach wschodnich);
- przeor / igumen (w Kościołach wschodnich).

## Hierarchia w Kościele prawosławnym
Wśród hierarchii prawosławnej obowiązuje kolejność: patriarcha, metropolita, arcybiskup, biskup. Jedynie w przypadku Greków jest odwrotnie: zwierzchnik kościoła ma tytuł arcybiskupa, a pozostali hierarchowie są metropolitami. Tak jest w samej Grecji i na Cyprze.
Na czele hierarchii zgodnie z tradycją stoi Ekumeniczny Patriarcha Konstantynopola (primus inter pares, z łac. pierwszy wśród równych). W obecnej strukturze Kościoła prawosławnego dominują jednak lokalne Kościoły autokefaliczne, niezależne jurysdykcyjnie od patriarchy ekumenicznego.
Tradycyjna hierarchia cerkwi prawosławnych:
- Starożytne patriarchaty: 
  - Ekumeniczny Patriarchat Prawosławny w Konstantynopolu;
  - Patriarchat Aleksandryjski;
  - Patriarchat Antiocheński;
  - Patriarchat Jerozolimski (Matka Cerkwi).
- Autokefaliczne patriarchaty i cerkwie narodowe: 
  - Patriarchat Moskiewski i całej Rosji (członek pentarchii zamiast Rzymu);
  - Serbski Kościół Prawosławny (Patriarchat Serbski);
  - Rumuński Kościół Prawosławny (Patriarchat Rumuński);
  - Bułgarski Kościół Prawosławny (Patriarchat Bułgarski);
  - Gruziński Kościół Prawosławny (Patriarchat Gruziński);
  - Kościół Cypru;
  - Kościół Grecji;
  - Albański Kościół Autokefaliczny;
  - Polski Autokefaliczny Kościół Prawosławny;
  - Kościół Prawosławny Ziem Czeskich i Słowacji;
  - Kościół Prawosławny w Ameryce.
- Cerkwie autonomiczne (wybór):
  - Autonomiczna Cerkiew Prawosławna Góry Synaj (Arcybiskupstwo Synaju);
  - Fiński Kościół Prawosławny;
  - Japoński Kościół Prawosławny;
  - Mołdawski Kościół Prawosławny.

Hierarchia kościelna składa się ze stopni wynikających z kolejnych święceń. Na ich podstawie możemy wyróżnić podstawowe stopnie hierarchii:
Po święceniach wyższych (chirotonii):
- biskup – po święceniach biskupich;
- prezbiter – po święceniach prezbiteriatu;
- diakon – po święceniach diakonatu.

Po święcenia niższych (chirotesji):
- subdiakon;
- lektor.

Godności biskupów:
- patriarcha / katolikos;
- metropolita;
- arcybiskup.

Godności prezbiterów:
- protoprezbiter;
- mitrat;
- protojerej.

Godności honorowe, przykładowo:
- protodiakon.

Godności zakonne:
- archimandryta;
- ihumen – przełożony mnichów;
- hieromnich – prezbiter będący zakonnikiem;
- archidiakon;
- hierodiakon – diakon będący zakonnikiem;
- jeśli któryś z mnichów przyjął wielką schimę, to do jego tytułu dodaje się przedrostek schi-: schidiakon, schimnich, schiihumen, schiarchimandryta, itd.